# Cavallino Rampante

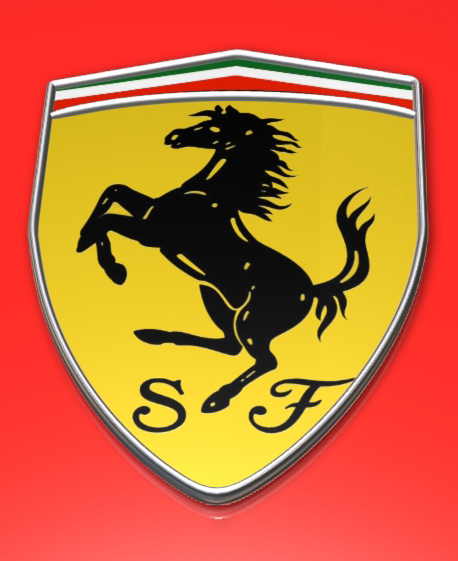
Logotipo de la Scuderia Ferrari

El Cavallino Rampante es el símbolo de la marca italiana del fabricante de automóviles deportivos Ferrari. Es un caballo color negro encabritado sobre un fondo amarillo y con los colores de la bandera de Italia en posición horizontal en la parte superior. Es común encontrarlo con las letras "S F" de Scuderia Ferrari en automóviles de carreras, cuyo fondo tiene forma de escudo heráldico. En el caso de automóviles de calle, tiene forma rectangular.

## Origen del Cavallino

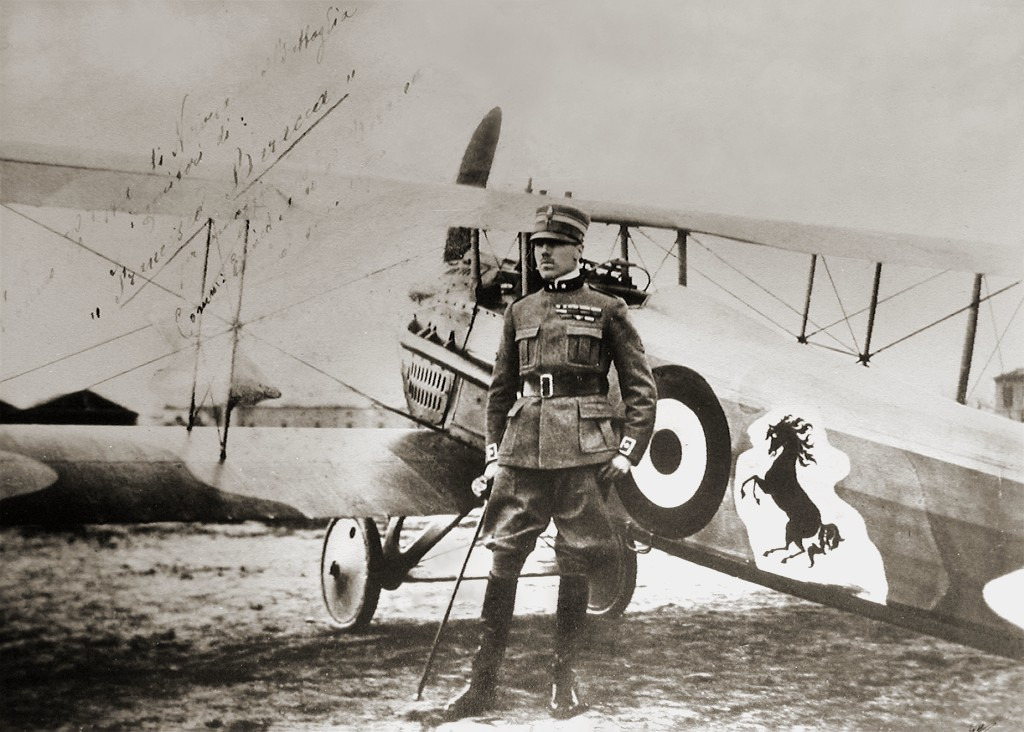
El Conde italiano Francesco Baracca, junto a su avión en el que se ve el Cavallino rampante, que fue el origen del logo de Ferrari

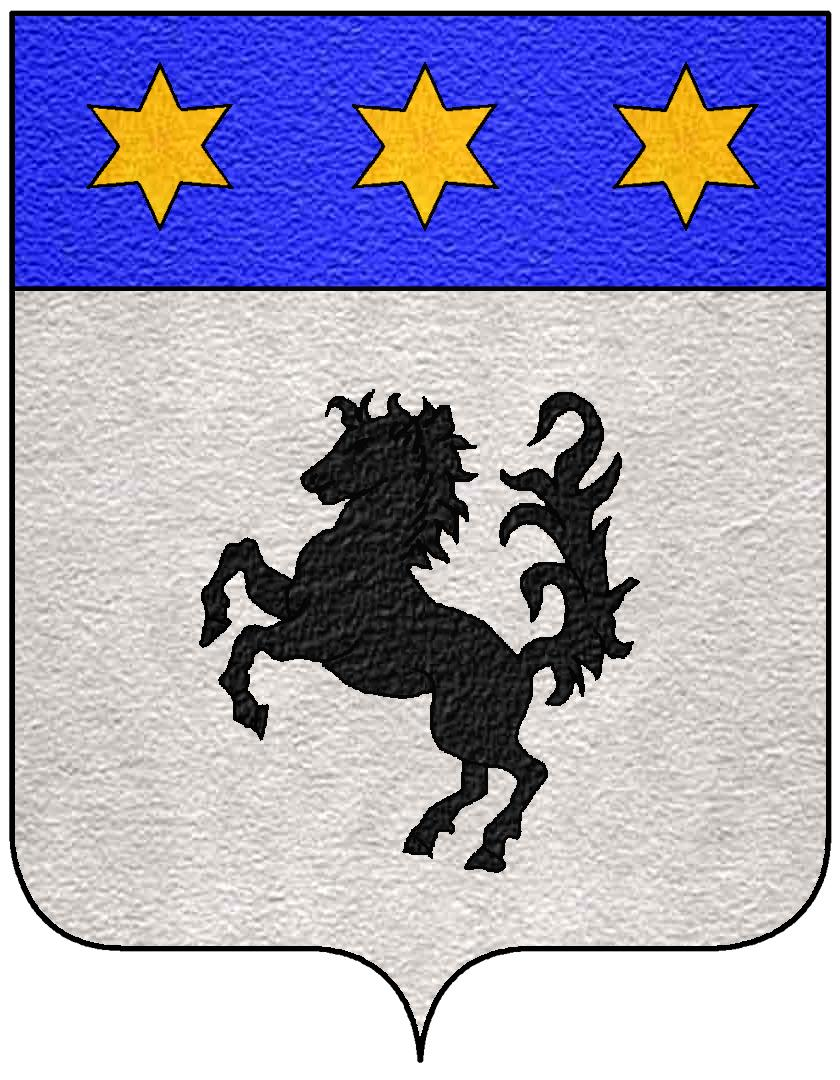
Escudo de la familia Baracca con el Cavallino rampante

Escudo de Armas de Stuttgart

El 17 de junio de 1923, Enzo Ferrari ganó una carrera en el circuito de Savio, en Rávena, donde conoció a la Condesa Paolina, madre del Conde Francesco Baracca, un piloto de aviación italiano as de la Fuerza aérea de Italia (Aeronautica Militare) y héroe nacional de la Primera Guerra Mundial, que solía pintar un caballo en los laterales de sus aeroplanos. La Condesa pidió a Enzo que usara dicho caballo en sus coches, como un amuleto. El caballo original estaba pintado en color rojo sobre una nube blanca, pero Ferrari prefirió pintarlo en negro en señal de luto por los aviadores fallecidos en la guerra y le añadió un fondo amarillo, color local de su ciudad natal Módena.
Ferrari ha usado el Cavallino Rampante en su material de oficina desde 1929. Desde la carrera de las 24 Horas de Spa de 1932, el Cavallino Rampante ha sido utilizado en los Alfa Romeo usados por la Scuderia Ferrari.
Un caballo color negro, similar sobre un fondo amarillo, es el escudo de armas de la ciudad de Stuttgart, Alemania. Ese dibujo se debe al origen del nombre de la ciudad: Stuttgart, que procede de Stutengarten, una forma del alemán arcaico Gestüt, que se traduce al español como "yegua" y al italiano como "Scuderia". Stuttgart es también la sede de Porsche, que también hace uso del escudo de la ciudad en su logotipo, centrado en el emblema de estado de Wurtemberg.
Favio Taglioni usó el Cavallino en sus motocicletas Ducati, pues al igual que Baracca, nació en Lugo di Romagna y su padre también fue piloto militar durante la Primera Guerra Mundial, aunque no en el mismo escuadrón que Baracca. Al crecer la fama de Ferrari, Taglioni abandonó el Cavallino, posiblemente por un acuerdo privado entre las dos compañías.

## Formas exactas del Cavallino
El diseño correcto del Cavallino se forma cuando se dibujan las cuatro puntas de las patas en línea recta, formando un ángulo de 58 grados con la horizontal, además de formar una línea vertical el casco de la pata trasera izquierda con la punta de la oreja derecha.

## Logo más grande del mundo
En la cubierta del parque temático Ferrari World de Abu Dhabi, se encuentra el logo de la marca más grande del mundo, con unas dimensiones de 65 x 48 m (71 yd  3,10"  x 52 yd 1' 54/5" ).

## Escudo de la ciudad de Stuttgart
En líneas generales, el diseño del "cavallino" coincide con el escudo de armas de Stuttgart, aunque no existe ninguna relación entre ambos más allá de la coincidencia de su aspecto. El emblema de la ciudad alemana tiene un origen medieval y se sabe que ya en 1618 su apariencia era similar a la que tiene ahora, cuando se adoptó el caballo rampante negro sobre fondo amarillo, para hacer coincidir sus colores con los del estado de Württemberg.